# 김성민 (2000년생 축구 선수)
김성민(한국 한자: 金聖旻, 2000년 7월 3일~)은 대한민국의 축구 선수로, 포지션은 윙백이다. 현재 K리그1 인천 유나이티드 FC 소속이다.